# 李執中 (唐朝)
李執中（820年代—9世纪）是唐敬宗的三子，生母不详。其兄长李普生于824年，敬宗于826年被杀，他应在其间出生。敬宗被杀后，宦官王守澄立敬宗弟江王李涵为唐文宗。
828年，李普薨逝，837年，唐文宗封敬宗的其余儿子为王，李休復封梁王，李执中封襄王，李言揚为纪王，李成美为陈王。
李执中此后的经历在史书中没有记载，薨年也不详。其第三子李采，封乐平郡王。

## 延伸阅读
[在维基数据编辑]
 《舊唐書/卷175》，出自刘昫《舊唐書》